# Архитектура Windows 9x

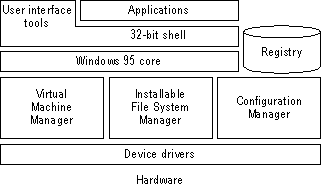
Архитектура Windows 95

В архитектуре Windows 9x используется монолитное ядро. Базовый код считается аналогичным по функциям MS-DOS. Так как система является 16-/32-разрядным гибридом, для ее работы необходима MS-DOS.

## Критические файлы
Windows 95 загружается через следующий набор файлов:
32-битные оболочка и интерпретатор командной строки:
- SHELL.DLL и SHELL32.DLL — Shell API
- EXPLORER.EXE — оболочка и файловый менеджер Windows 4
- COMMAND.COM — командная строка

Ядро Windows 95:
- KERNEL32.DLL и KRNL386.EXE — Windows API для Windows 4
- ADVAPI32.DLL — Дополнительная функциональность для ядра. Включает такие функции, как реестр Windows, выключение и перезагрузка системы
- GDI32.DLL и GDI.EXE — Graphic device interface
- USER32.DLL и USER.EXE — реализация графического интерфейса пользователя
- COMMCTRL.DLL и COMCTL32.DLL — Общие элементы управления
- DDEML.DLL — Dynamic Data Exchange Management Library (DDEML) — предоставляет интерфейс, упрощающий задачу добавления DDE-возможностей в приложение
- MSGSRV32.EXE — работает как 32-битный сервер сообщений и никогда не отображается в списке задач Windows
- WIN.COM — отвечает за загрузку GUI и части системы Windows 4.xx.

Реестр и другие конфигурационные файлы
- SYSTEM.DAT, USER.DAT — реестр Windows
- MSDOS.SYS — низкоуровневые настройки загрузчика (например, отключение двойной буферизации или логотип системы)
- WIN.INI и SYSTEM.INI — конфигурационные файлы Windows 3.1 обработанные Windows 9x

Диспетчер виртуальных машин и управление конфигурацией
- VMM32.VXD — Диспетчер виртуальных машин и стандартные драйвера. По сути, это 32-битное ядро Windows 9x.

Installable file System Manager
- IFSHLP.SYS — позволяет Windows делать прямые вызовы файловой системы в обход методов MS-DOS
- IFSMGR.VXD — 32-разрядный драйвер для IFS
- IOS.VXD I/O Supervisor (IOS), который управляет всеми файлами файловой системы защищенного режима и драйверами блоков.
- MPREXE.EXE MPRSERV.DLL и MPR.DLL — многоуровневый маршрутизатор, необходимый для сетевой аутентификации и профилей пользователей
- MSPWL32.DLL — библиотека управления списками паролей

Драйверы устройств
- IO.SYS — исполняемый файл, обрабатывающий все основные функции, такие как процедуры ввода/вывода
- HIMEM.SYS — драйвер устройства DOS, который позволяет программам DOS хранить данные в расширенной памяти с помощью спецификации расширенной памяти (XMS)
- SYSTEM.DRV, MMSOUND.DRV, COMM.DRV, VGA.DRV, MOUSE.DRV, BIGMEM.DRV, KEYBOARD.DRV — 16-битные драйверы
- CP 1252.NLS, CP 437.NLS, UNICODE.NLS, LOCALE.NLS — раскладки клавиатуры
- RMM.PDR — Real Mode Mapper Virtual Device

Система также может использовать CONFIG.SYS (который содержит настройки и команды, выполняемые до загрузки интерпретатора команд) и AUTOEXEC.BAT (который является пакетным файлом, автоматически выполняемым после загрузки COMMAND.COM), но эти два файла не имеют решающего значения загрузки системы, так как Windows 9x IO.SYS содержит настройки по умолчанию для обоих, если они отсутствуют в системе. В Windows ME CONFIG.SYS и AUTOEXEC.BAT не обрабатываются. LOGO.SYS может использоваться в качестве заставки.

## Последовательность загрузки
- Фаза 1 — загрузка ROM BIOS
- Фаза 2 — MBR и загрузочный сектор
- Фаза 3 — CONFIG.SYS и конфигурация в реальном режиме
- Фаза 4 — Инициализация драйверов
- Фаза 5 — инициализация Win32

## Ядро
Ядро Windows 9x представляет собой 32-разрядное ядро с виртуальной памятью. Драйверы предоставлены файлами .VXD, или начиная с Windows 98 могут использоваться новые драйверы WDM. Однако ядро MS-DOS все равно остается в памяти, и Windows продолжает использовать старые 16-разрядные драйверы MS-DOS, если они установлены.